# Повернення (фільм, 2003)
«Повернення» (рос. Возвращение) — художній кінофільм 2003 року, перша режисерська робота Андрія Звягінцева. Головні ролі виконали Костянтин Лавроненко, Іван Добронравов і Володимир Гарін (загинув за два місяці до прем'єри картини). Удостоєний головного призу Венеціанського кінофестивалю «Золотий лев», а також національних нагород «Ніка» і «Золотий орел» як найкращий фільм року.

## Виробництво
У початковому варіанті сценарію всі дії фільму були спогадами братів з далекого минулого — була присутня сюжетна лінія, де два брати в 40 років (у цьому варіанті їх звали Арчіл і Давид), сидячи на балконі їхнього будинку в Нью-Йорку, згадують історію зі свого дитинства.
За словами режисера Звягінцева, картину знімали на Ладозькому озері, на північ від Санкт-Петербурга.
У 2004 році видано фотоальбом фотографа Володимира Мишукова «Повернення/The Return».